# Holmen (Wisconsin)
Holmen is een plaats (village) in de Amerikaanse staat Wisconsin, en valt bestuurlijk gezien onder La Crosse County.

## Demografie
Bij de volkstelling in 2000 werd het aantal inwoners vastgesteld op 6200. In 2006 is het aantal inwoners door het United States Census Bureau geschat op 7342, een stijging van 1142 (18,4%).

## Geografie
Volgens het United States Census Bureau beslaat de plaats een oppervlakte van 8,3 km², geheel bestaande uit land. Holmen ligt op ongeveer 210 m boven zeeniveau.

## Plaatsen in de nabije omgeving
De onderstaande figuur toont nabijgelegen plaatsen in een straal van 16 km rond Holmen.